# NA33
NA33 (auch CRYSTAL) war ein Experiment am Super Proton Synchrotron des CERN das 1985 bis 1995 durchgeführt wurde. Ziel war die Erforschung der Elektron-Positron-Paarerzeugung entlang von Kristallachsen durch hochenergetische Photonen. Sprecher der Kollaboration war Joseph Remillieux. Nachfolgeexperiment war NA42.

## Aufbau
Ein stark kollimierter Elektronenstrahl mit 150 GeV wurde auf einen dünnen Germanium-Kristall gelenkt. Der Kristall wurde dabei mittels eines hochpräzisen Goniometers entlang verschiedener Kristallachsen ausgerichtet. Ein Magnet erlaubte dann zusammen mit zwei Hodoskopen, die mit Bleiglas-Detektoren kombiniert waren, die Impulsbestimmung.